# Friedrich Koldewey (Pädagoge, 1866)
Ernst August Friedrich Theodor Koldewey (* 16. März 1866 in Wolfenbüttel; † 25. Dezember 1940 in Bad Harzburg) war ein deutscher Pädagoge, Gymnasiallehrer und Historiker.
Koldewey, Sohn des Gymnasiallehrers Friedrich Koldewey (1839–1909), besuchte das Gymnasium in Wolfenbüttel, Holzminden und Braunschweig. Von 1885 bis 1888 studierte er in Göttingen und Jena Theologie und Philologie. In Jena wurde er zum Dr. phil. und zum Lic. theol. promoviert und legte die beiden theologischen Prüfungen ab (1888 und 1890). Ab 1889 war er im Schuldienst tätig, zunächst in Stadtallendorf (1889–1890), danach als Rektor der Stadtschule von Königslutter (1891–1894). Ab 1894 war er Direktor des Gymnasiums in Bad Harzburg, heute das Werner-von-Siemens-Gymnasium.
Er war Mitbegründer des Braunschweigischen Landesvereins für Heimatschutz.

## Veröffentlichungen (Auswahl)
- Der Exorcismus im Herzogtum Braunschweig seit den Tagen der Reformation. Wolfenbüttel 1893 (= Dissertation) (Volltext).
- Schulordnungen der Stadt Königslutter. In: Mitteilungen der Gesellschaft für deutsche Erziehungs- und Schulgeschichte 3, 1894, 198–203.
- Johannes Monheim und die Kölner. Der erste Streit zwischen Jesuitismus und Protestantismus; eine kirchenhistorische Studie. Wolfenbüttel 1998. Auch in: Zeitschrift für wissenschaftliche Theologie 42. Jg. = N.F. 7 (1899) S. 106–138 (Volltext).
- Justus Georg Schottelius. Ein Beitrag zur Geschichte der Germanistik. Wolfenbüttel 1899.
- „Friedens Sieg: ein Freudenspiel“ von Justus Georg Schottelius 1648. Niemeyer, Halle 1900.
- Überblick über die Vorgeschichte des Progymnasiums. Bad Harzburg 1901.